# Coupe Mitropa 1965
Navigation
Édition précédente Édition suivante
La Coupe Mitropa 1965 est la vingt-quatrième édition de la Coupe Mitropa. Elle est disputée par cinq clubs provenant de cinq pays européens.
La compétition est remportée par le Vasas SC, qui bat en finale aller-retour l'AC Fiorentina, sur le score d'un but à zéro.

## Compétition
Tous les tours se déroulent en match unique, excepté le tour préliminaire.

### Tour préliminaire
| Équipe 1    | Résultat | Équipe 2 | Aller | Retour |
| ----------- | -------- | -------- | ----- | ------ |
| FK Sarajevo | 1-4      | Vasas SC | 1-2   | 0-2    |

### Demi-finales
Les matchs ont lieu le 23 juin 1965 à Vienne.
| Équipe 1     | Résultat | Équipe 2         |
| ------------ | -------- | ---------------- |
| Vasas SC     | 5-4      | AC Sparta Prague |
| Rapid Vienne | 0-3      | AC Fiorentina    |

### Match pour la troisième place
Le match se déroule à Vienne le 26 juin 1965.
| Équipe 1     | Résultat | Équipe 2         |
| ------------ | -------- | ---------------- |
| Rapid Vienne | 0-2      | AC Sparta Prague |

### Finale
La finale se déroule à Vienne le 26 juin 1965.
| Équipe 1 | Résultat | Équipe 2      |
| -------- | -------- | ------------- |
| Vasas SC | 1-0      | AC Fiorentina |